# Односи Ирана и Косова
Иранско-косовски односи су спољни односи између Ирана и Косова . Формални дипломатски односи између две државе не постоје јер Иран не признаје Косово као државу.

## Историја
13. марта 2008. године, ирански председник Махмуд Ахмадинежад изјавио је да је Иран, након разматрања проблема и услова у региону, одлучио да не призна независност Косова.
Почетком марта 2008. године, Голамреза Ансари, амбасадор Ирана у Русији, рекао је да „ово питање има веома важне аспекте. Искрено говорећи, Уједињене нације су поделиле једну од својих чланица на два дела, иако Члан 1244 потврђује територијални интегритет Србије. Ово је веома чудан догађај. Мислимо да неке земље покушавају да ослабе међународне организације. Тренутно, Иран проучава питање будућности Косова.“ ... изражава забринутост због слабљења међународних организација“.
У септембру 2011. године, заменик министра спољних послова Ирана, Мохамед Акондзадех, посетио је Србију током годишњег савета Покрета непридружених земаља одржаног у Београду те године, и изјавио да Иран не признаје Косово као суверену државу.
У априлу 2012. године, током посете Београду, заменик министра спољних послова Ирана Рамин Мехманпараст је изјавио да ће Иран остати при својој одлуци да не призна независност Косова.